# دوري كرة القدم الألباني الدرجة الثانية 2017–18
دوري كرة القدم الألباني الدرجة الثانية 2017–18 هو موسم من دوري كرة القدم الألباني الدرجة الثانية ‏. فاز فيه KF Vora ‏.